# Deinypena biplagalis
Deinypena biplagalis är en fjärilsart som beskrevs av Pierre E.L. Viette 1954. Deinypena biplagalis ingår i släktet Deinypena och familjen nattflyn. Inga underarter finns listade i Catalogue of Life.